# نصیرآباد (خرم‌آباد)
نصیرآباد روستایی از توابع بخش مرکزی شهرستان خرم‌آباد در استان لرستان ایران است.روستای کوچک و سر سبز پوشیده از درخت و باغهای گردو و زردآلو و اطراف آن جنگلهای بلوط فرا گرفته

## جمعیت
این روستا در دهستان کاکاشرف قرار دارد و براساس سرشماری مرکز آمار ایران در سال ۱۳۸۵، جمعیت آن ۱۴ نفر (۴خانوار) بوده‌است.مردم این روستا همگی فرزندان و نوادگان محمدنصیر صادقی از ایل پاپی هستند